# Веллингтонбридж

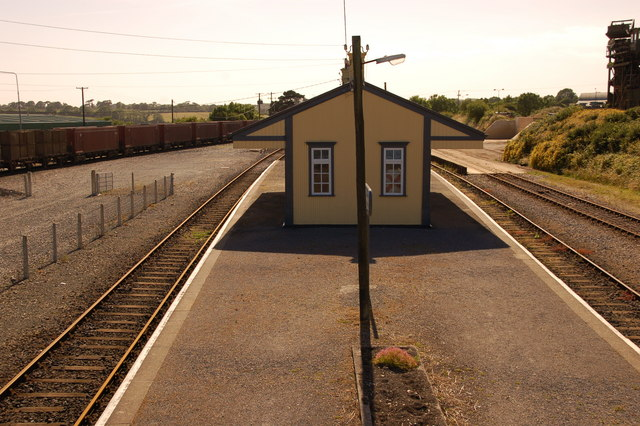
Местная станция

Веллингтонбридж (англ. Wellingtonbridge; ирл. Droichead Eoin) — деревня в Ирландии, находится в графстве Уэксфорд (провинция Ленстер) у пересечения региональных дорог R733 и R736.

## Транспорт

### Железная дорога
Деревня находилась на железнодорожной линии Лимерик-Рослэр: железнодорожная станция Веллингтонбридж раньше была важным пунктом погрузки сахарной свёклы. Она была открыта 1 августа 1906 года и закрыта 18 сентября 2010 года.

### Автобус
Железнодорожное сообщение было заменено обновленным  автобусным маршрутом № 370 компании Bus Éireann с понедельника, 20 сентября 2010 г. Он также  связан местным маршрутом 388, а также маршрутами Bus Éireann 372 и 373, которые ходят раз в неделю.
Ardcavan, автобусная компания из графства Уэксфорд в течение многих лет ежедневно выполняла рейсы из Веллингтонбриджа в Дублин и Дублинский аэропорт, однако этот маршрут был прекращен в 2018 году.